# بيبي الشقية
بيبي الشقية (بالإنجليزية:Pippi Longstocking) هو مسلسل رسوم متحركة كندي ألماني وسويدي تلفزيوني مبني على رواية أستريد ليندغرين التي عنوانها «بيبي ذات الجورب الطويل» عرض لأول مرة على قناة تيل تون في 17 أكتوبر 1997 واستمر عرضه حتى 27 سبتمبر 1998 بمعدل 02 مواسم و 26 حلقة، في العالم العربي تمت دبلجة المسلسل للغة العربية من قبل مركز الزهرة وعرض على قناة سبيس تون وعرض لاحقا على قناة اجيال.

## الشخصيات
- تومي
- انيتا
- سيدة بريسيليوس
- أهل القرية
- السيد ستوكينغ
- بيبي البطلة

## الأصوات العربية
- أمال سعد الدين
- زياد الرفاعي
- عادل أبو حسون
- امنة عمر
- رغدة الشعراني
- أسيمة يوسف
- يحيى الكفري
- فاطمة سعد
- بثينة شيا

## روابط خارجية
- بيبي الشقية على موقع IMDb (الإنجليزية)
- بيبي الشقية على موقع فيلمافينيتي (الإسبانية)
- بيبي الشقية على موقع كينوبويسك (الروسية)
- بيبي الشقية على موقع ألو سيني (الفرنسية)
- بيبي الشقية على موقع قاعدة بيانات الفيلم (الإنجليزية)
- Pippi Longstocking at تي في.كوم (as aired on HBO)
- http://epguides.com/PippiLongstocking/ (as aired on HBO)